# Broadway Serenade
Broadway Serenade (també coneguda com Serenade ) és una pel·lícula de drama musical estatunidenca de 1939 distribuïda per MGM, produïda i dirigida per Robert Z. Leonard. El guió va ser escrit per Charles Lederer, basat en una història de Lew Lipton, John Taintor Foote i Hanns Kräly. La partitura musical és de Herbert Stothart i Edward Ward.

## Argument
La Mary Hale, una cantant, i en Jimmy Seymour, un pianista, són una parella de l'espectacle que treballa a Nova York en petits clubs nocturns amb l'esperança de triumfar. Una nit, el productor de Broadway Larry Bryant descobreix la Mary i queda atrapat per la seva bellesa i la seva veu. Li demana que faci una audició per al Sr. Collier i que en Jimmy l'acompanyi. Després d'escoltar a la Mary, en Collier vol que aquesta sigui al seu programa. En Jimmy anima una Mary reticent a marxar sense ell. 

## Repartiment
- Jeanette MacDonald com Mary Hale
- Lew Ayres com James Geoffrey 'Jimmy' Seymour
- Ian Hunter com Larry Bryant
- Frank Morgan com Cornelius Collier, Jr.
- Wally Vernon com Joey
- Rita Johnson com Judith 'Judy' Tyrrell
- Virginia Grey com Pearl
- William Gargan com Bill Foster
- Katharine Alexander com Harriet Ingalls
- Al Shean com Herman
- Esther Dale com Mrs. Olsen
- Franklin Pangborn com Gene
- E. Alyn Warren com Everett
- Paul Hurst com Reynolds
- Frank Orth com Mr. Fellows
- Esther Howard com Mrs. Fellows
- Leon Belasco com Squeaker
- Kitty McHugh com Kitty
- Ray Walker com Denny Madison
- Claude King com Mr. Gato